# Sakis Rouvas

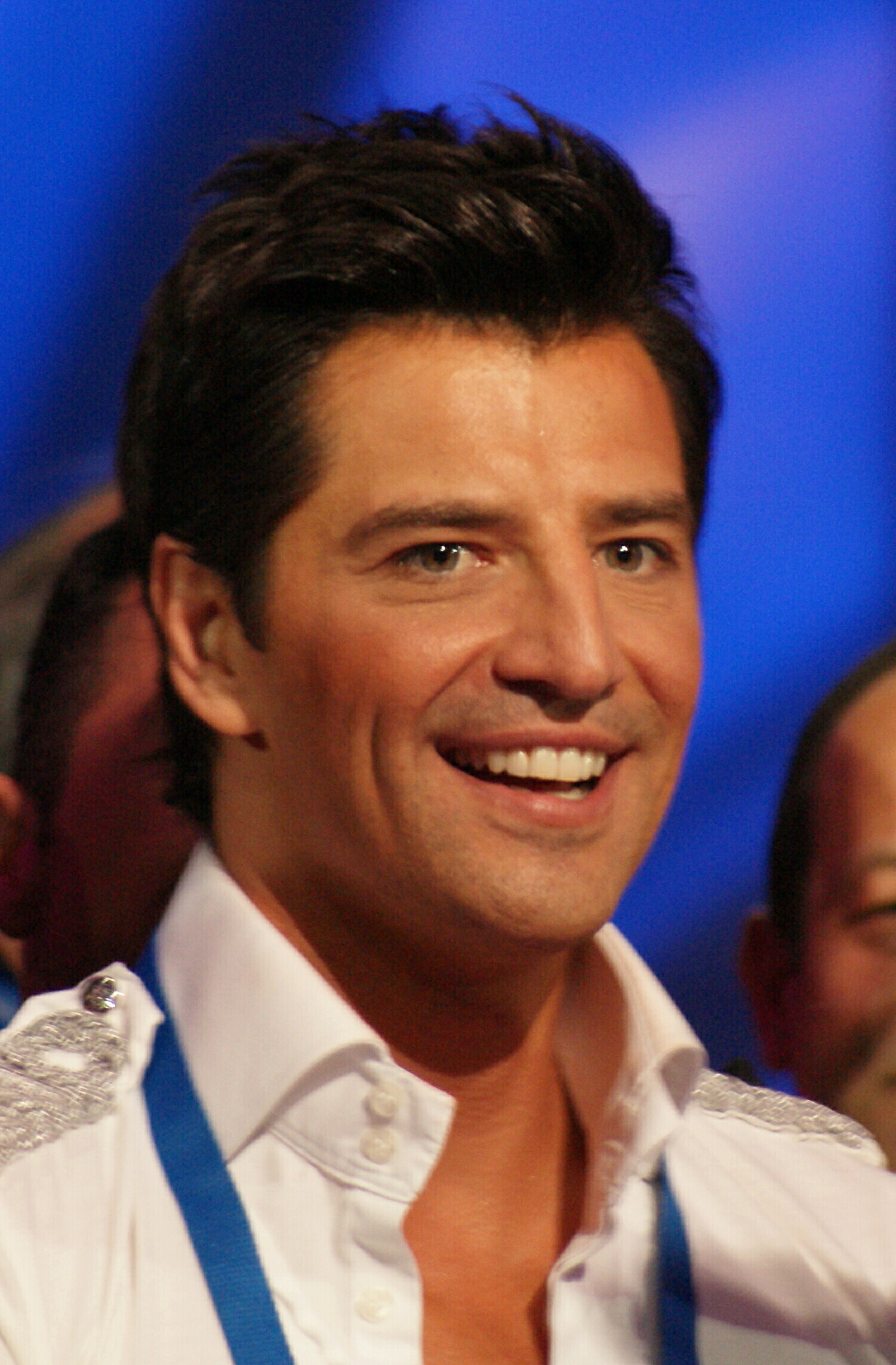
Sakis Rouvas beim Eurovision Song Contest 2009

Anastasios „Sakis“ Rouvas (* 5. Januar 1972 auf Korfu; griechisch Σάκης (Αναστάσης) Ρουβάς) ist ein griechischer Sänger.

## Leben
Sakis Rouvas wuchs auf Korfu auf. In einem Interview gab er selbst an, dass ihn die Scheidung seiner Eltern geprägt habe. Er war damals 12 Jahre alt. Als Jugendlicher trieb er Leistungssport. In der olympischen Disziplin des Stabhochsprungs wurde er in die nationale Auswahl Griechenlands aufgenommen. Die Karriere als Sportler gab er zugunsten der künstlerischen auf.
Zusammen mit seiner Mutter machte er an der Abendschule den griechischen Lyzeumsabschluss nach.
Regelmäßig engagiert er sich im sozialen Bereich, sowohl bei Organisationen und Initiativen zur Unterstützung von Kindern in Not als auch für den Umweltschutz. Er gehört seit 2009 zu den Botschaftern des griechischen gemeinnützigen Vereins Elpida, der Kinder mit Krebs und deren Familien unterstützt. Außerdem veranlasste ihn sein Engagement für die Umwelt, in den Sektor der erneuerbaren Energien zu investieren, zunächst in Karditsa und dann in Elassona. Er forderte im August 2019 seine Anhänger über Social Media zur Teilnahme an einer Online-Kampagne zur Rettung des Amazonas auf.
2017 heiratete er die als Fotomodell bekannte Griechin Katia Zygouli, mit der er vier Kinder hat.

## Karriere
Sein Debüt als Sänger machte Rouvas 1991 mit dem Lied Par Ta beim Thessaloniki Song Festival, wo er den ersten Platz einnahm. Durch sein erstes Solo-Album Sakis Rouvas, das schnell den ersten Platz einnahm, wurde er zum Popstar mit zahlreichen Fans. Der „Sakis Rouvas Fan Club“ zählt zu den größten Fanclubs dieser Art in Griechenland. Vier Jahre hintereinander gewann er die griechischen Musikpreise des besten neuen Sängers, des besten Songs und des besten Bühnenauftritts. Er gab Konzerte mit Tolis Voskopoulos, Anna Vissi und Kaiti Garbi. 1997 trat er zusammen mit dem türkischen Popstar Burak Kut in einem von der UNO kontrollierten Gebiet Zyperns auf, um den Willen zur Versöhnung der beiden dort lebenden Bevölkerungsgruppen zu dokumentieren. Für dieses Konzert wurde er mit dem „Ipeksi-Preis“ für das Verständnis und die Zusammenarbeit ausgezeichnet.
Mit seinem Album Kati apo mena erzielte Rouvas 1999 eine Goldene Schallplatte. Im Jahr davor erregte er großes Aufsehen, als er bei seinem Konzert in einem für ihn von Valentino Garavani entworfenem Rock auftrat.
Sakis Rouvas wurde für zahlreiche Werbekampagnen gebucht. Er war der erste griechische Popstar, der 2000 von Pepsi Cola engagiert wurde. 2004 nahm er an der Schlussfeier der Olympischen Sommerspielen in Athen teil. Einige Jahre lebte er in den USA, kehrte dann aber wieder nach Griechenland zurück.
Er war ab 2008 Moderator der ersten fünf The X-Factor Realtiyshows in Griechenland. Von 2016 bis 2023 gehörte er zu den Jury-Coaches in The Voice of Greece.

## Teilnahmen am Eurovision Song Contest
Rouvas erreichte beim Eurovision Song Contest 2004 mit seinem Lied Shake it! den dritten Platz und moderierte den Eurovision Song Contest 2006 in Athen, nachdem Elena Paparizou den Wettbewerb im Vorjahr gewonnen hatte. 2009 vertrat er sein Heimatland erneut beim Eurovision Song Contest 2009 in Moskau mit dem Popsong This Is Our Night, wo er beim Sieg des Norwegers Alexander Rybak einen siebten Platz belegte.

## Diskografie

### Alben
- 1991: Sakis Rouvas
- 1992: Min Antistekesai
- 1993: Gia Sena
- 1994: Aima, Dakrya & Idrotas
- 1996: Tora Arhizoun Ta Dyskola
- 1998: Kati Apo Mena
- 2000: 21os Aktallilos
- 2002: Ola Kala
- 2003: To Hrono Stamatao
- 2005: S'eho Erotefthi
- 2006: Iparhi Agapi Edo
- 2008: Irthes
- 2010: Parafora
- 2021: Sta Kalytera Mou

### Kompilationen
- 1999: Me Kommeni Tin Anasa
- 2001: Sakis Rouvas
- 2003: Remixes
- 2005: The Ultimate Collection: Music + Video – 1991–1996
- 2007: Ap'Tin Arhi: I Megaliteres Epitihies
- 2015: The Early Years

### Livealben
- 2006: Live Ballads
- 2007: This Is My Live

### Soundtracks
- 2007: Alter Ego
- 2015: Iraklis – Oi 12 Athloi

### EPs
- 1998: Thelis I Den Thelis
- 2009: Sakis Rouvas

### Singles (Auswahl)
| - 1992: Min Antistekesai - 1994: Ela Mou - 1996: Tora Arhizoun Ta Dyskola - 1997: Birgün/Otan (mit Burak Kut) - 1997: Se Thelo Me Thelis (mit Anna Vissi) - 1998: Den Ehi Sidera I Kardia Sou - 1998: Meta Apo Sena To Haos - 1998: Thelis I Den Thelis - 1998: Ipirhes Pada - 1999: Oso Eho Esena (mit Stelios Rokkos) - 2000: Adexa - 2001: Disco Girl - 2002: Ola Kala - 2003: Hronia Polla - 2004: Shake It | - 2005: Na M’ Agapas - 2005: S’eho Erotefthi - 2006: Ola Giro Sou Girizoun - 2008: + Se Thelo - 2009: This Is Our Night - 2009: Tharros I Alithia (mit Tamta) - 2010: Emena Thes - 2010: Parafora - 2010: Spase To Hrono - 2019: Ela Sto Horo - 2020: Etsi Ine I Fasi (mit Helena Paparizou) - 2021: Sta Kalytera Mou - 2021: Pare Me Agkalia - 2023: Ta Kaka Pedia - 2023: SoK (mit Konstantinos Argyros) |